# 小型ピロプラズマ症
小型ピロプラズマ症（こがたピロプラズマしょう）とはタイレリア属に属するTheileria orientalis寄生を原因とするウシの寄生虫病。日本ではフタトゲチマダニ、ヤスチマダニ、マゲシマチマダニにより媒介される。ウシは感受性動物であるが、野生反芻動物の感受性については不明。症状は発熱、貧血、スポロゾイト侵入部位付近のリンパ節の腫脹。ウシの入牧1か月前後での検診で貧血が認められる場合は本症を疑う。末梢血塗抹より赤血球内の虫体の検出により診断を行う。治療はパマキン、プリマキンによる原虫の殺滅を行うが、パマキンは溶血作用を有するため、重度の貧血がある場合はある程度貧血が改善するのを待つか3日以上の連続投与を控える。また、輸血、輸液、強心剤の投与などの対症療法を併用する。予防には放牧を数年間中止することにより牧野に生息するダニ内の原虫を消失させる。